# Diócesis de Timika
La diócesis de Timika (en latín: Dioecesis Timikaën(sis) y en indonesio: Keuskupan Timika) es una circunscripción eclesiástica latina de la Iglesia católica en Indonesia, sufragánea de la arquidiócesis de Merauke. La diócesis es sede vacante desde el 3 de agosto de 2019.

## Territorio y organización

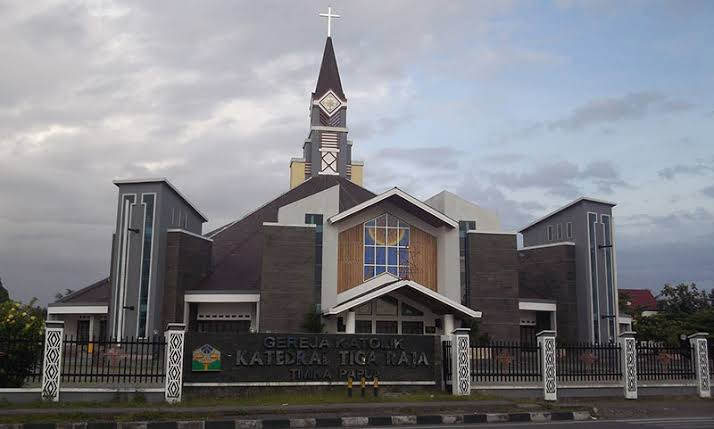
Catedral de los 3 Reyes de Timika.

La diócesis tiene 81 811 km² y extiende su jurisdicción sobre los fieles católicos de rito latino residentes en la provincia de Papúa en las regencias de: Mimika, Paniai, Nabire, de las Islas Yapen, Waropen, Biak Numfor, Supiori, Puncak Jaya, Dogiyai, Deiyai, Intan Jaya, Puncak y el distrito de Mamberamo Raya.
La sede de la diócesis se encuentra en la ciudad de Timika, en donde se halla la Catedral de los Tres Reyes.
En 2020 en la diócesis existían 38 parroquias.

## Historia
La diócesis fue erigida el 19 de diciembre de 2003 con la bula Supernum evangelizationis del papa Juan Pablo II, obteniendo el territorio de la diócesis de Jayapura. La noticia de la erección de la diócesis se dio el 10 de enero de 2004.

## Estadísticas
De acuerdo al Anuario Pontificio 2020 la diócesis tenía a fines de 2019 un total de 86 396 fieles bautizados.
| Año                                                                             | Población            | Población | Población      | Sacerdotes | Sacerdotes    | Sacerdotes    | Bautizados por sacerdote | Diáconos permanentes | Religiosos | Religiosos | Parroquias |
| Año                                                                             | Bautizados católicos | Total     | % de católicos | Total      | Clero secular | Clero regular | Bautizados por sacerdote | Diáconos permanentes | Varones    | Mujeres    | Parroquias |
| ------------------------------------------------------------------------------- | -------------------- | --------- | -------------- | ---------- | ------------- | ------------- | ------------------------ | -------------------- | ---------- | ---------- | ---------- |
| 2004                                                                            | 85 017               | 518 884   | 16.4           | 21         | 5             | 16            | 4048                     |                      | 11         | 27         | 20         |
| 2010                                                                            | 90 144               | 537 000   | 16.8           | 39         | 8             | 31            | 2311                     | 1                    | 35         | 37         | 27         |
| 2014                                                                            | 108 133              | 1 054 780 | 10.3           | 35         | 13            | 22            | 3089                     |                      | 27         | 51         | 30         |
| 2017                                                                            | 115 870              | 1 076 150 | 10.8           | 44         | 21            | 23            | 2633                     | 1                    | 31         | 54         | 32         |
| 2020                                                                            | 119 215              | 1 095 520 | 10.9           | 54         | 30            | 24            | 2207                     | 1                    | 29         | 52         | 38         |
| Fuente: Catholic-Hierarchy, que a su vez toma los datos del Anuario Pontificio. |                      |           |                |            |               |               |                          |                      |            |            |            |

## Episcopologio
- John Philip Saklil † (19 de diciembre de 2003-3 de agosto de 2019 falleció)
  - Sede vacante (desde 2019)